# Phacodes mossmanni
Phacodes mossmanni là một loài bọ cánh cứng trong họ Cerambycidae.